# Ceará
Ceará là một bang nằm ở đông bắc Brasil, dọc theo bờ biển Đại Tây Dương. Đây là bang lớn thứ 8 của Brasil về dân số và lớn thứ 17 về diện tích. Ceará cũng là một địa điểm du lịch nổi tiếng của Brasil.
Ceará có những đụn cát tại Jericoacoara, bang này cũng nổi tiếng với bãi biển trải đầy cát dài 573 km. Nơi đây có những rặng núi và thung lũng sản xuất sản phẩm hoa quả nhiệt đới. Phía nam bang có Rừng quốc gia Araripe.

## Liên kết
| Tìm hiểu thêm về Ceará tại các dự án liên quan |                                   |
| Tìm kiếm Wiktionary                            | Từ điển từ Wiktionary             |
| Tìm kiếm Commons                               | Tập tin phương tiện từ Commons    |
| Tìm kiếm Wikinews                              | Tin tức từ Wikinews               |
| Tìm kiếm Wikiquote                             | Danh ngôn từ Wikiquote            |
| Tìm kiếm Wikisource                            | Văn kiện từ Wikisource            |
| Tìm kiếm Wikibooks                             | Tủ sách giáo khoa từ Wikibooks    |
| Tìm kiếm Wikiversity                           | Tài nguyên học tập từ Wikiversity |

- (tiếng Bồ Đào Nha) Trang chủ
- (tiếng Anh) Brazilian Tourism Portal Lưu trữ ngày 12 tháng 12 năm 2007 tại Wayback Machine
- (tiếng Anh) Visit Fortaleza Lưu trữ ngày 27 tháng 11 năm 2020 tại Wayback Machine
- (tiếng Anh) Tourism guide Ceará
- The Birds of the Interior of Ceará Lưu trữ ngày 9 tháng 1 năm 2016 tại Wayback Machine Site about birds of the caatinga, with photos, voice recordings and notes.
- (tiếng Anh) Investment Guide Ceará Lưu trữ ngày 4 tháng 8 năm 2018 tại Wayback Machine